# Monopolul violenței
Monopolul violenței (în germană: Gewaltmonopol des Staates) este termenul cu care sociologul Max Weber definește conceptul Stat, în lucrarea sa Politica ca vocație, lucrare care a fost predominantă în filosofia dreptului și în filosofia politică în secolul XX. Conceptul definește o singură entitate, Statul, în exercițiul autorității asupra violenței în vreun anumit teritoriu, în același mod în care teritoriul este, de asemenea, considerat de Weber ca o caracteristică a Statului. Este important să reținem că acest zis aici  monopol trebuie să apară ca rezultat al unui proces de legitimare, legitimare în care o revendicare capătă atâta stabilitate cât pentru a legitima folosirea violenței de către Stat. 
Max Weber a spus în lucrarea sa, Politica ca vocație, că o condiție necesară pentru ca o entitate să devină un stat este sa fie capabil de a conserva acest monopol. Definiția lui este că ceva este "un 'Stat', în măsura în care echipa lui administrativa menține cu succes controlul pe monopolul folosirii legitime a violenței în executarea ordinelor sale." Potrivit lui Weber, Statul este sursa de legitimitate în folosirea violenței. Poliția și militarii sunt principalele sale instrumente, dar acest lucru nu înseamnă că doar forța publică poate fi utilizată: forța privată (ca cea pe care o numim securitate privată), de asemenea, poate fi utilizată, cu condiția ca aceasta sa posede autorizație eliberata către respectivul Stat. Altfel spus, aplicarea concretă a violenței este validă doar în cazul în care este delegată sau autorizată de către Stat.
Weber afirma că acesta nu a fost întotdeauna cazul în care legătura dintre Stat și utilizarea violenței a fost atât de aproape. El 
folosește ca exemplu feudalismul, feudalism în care războaiele private erau permise, în anumite condiții și de tribunalele Bisericii (tribunalele ecleziastice), care aveau o exclusivă jurisdicție asupra unor tipuri de infracțiuni, în special erezia (de la religia în cauză) și al infracțiunilor de natură sexuală (din aceasta cauza porecla de "instanțele indecenței"). Din teoria lui Weber nu are de ce sa se înțeleagă că doar guvernul este autorizat a folosi violența, ci că și indivizii și organizațiile care pot legitima violența sau se pot pronunța asupra legitimității sale, sunt în mod expres, cele autorizate de către Stat. Astfel, de exemplu, legea ar putea permite fizicelor persoane, să folosească violența în apărarea de sine sau a propriei proprietăți, dar în acest caz, ca și în exemplul de mai sus, cu securitatea privată, capacitatea de a folosi forța a fost autorizată de Stat, și numai de către Stat. 
Consecință a celor de mai sus este că Statele care nu au controlul asupra utilizării constrângerii sau a vreunei forțe violente (de exemplu, milițiile paramilitare) nu sunt, în esența lor, state funcționale. O altă consecință este faptul că toate aceste State funcționale, își fac afirmata funcțiunea prin intermediul reproducerii formelor de violență care stau la baza relațiilor existente ale puterii sociale, și al înăbușirii acelor forme de violență care amenință a perturba.